# Žepče
Žepče – miasto w Bośni i Hercegowinie, w Federacji Bośni i Hercegowiny, w kantonie zenicko-dobojskim, siedziba gminy Žepče. W 2013 roku liczyło 5460 mieszkańców, z czego większość stanowili Boszniacy.
Położone jest między Dobojem a Zenicą. Zostało założone przez bośniackiego króla Stefana Tomaszevicia Kotromanicia w 1458 roku.

## Galeria

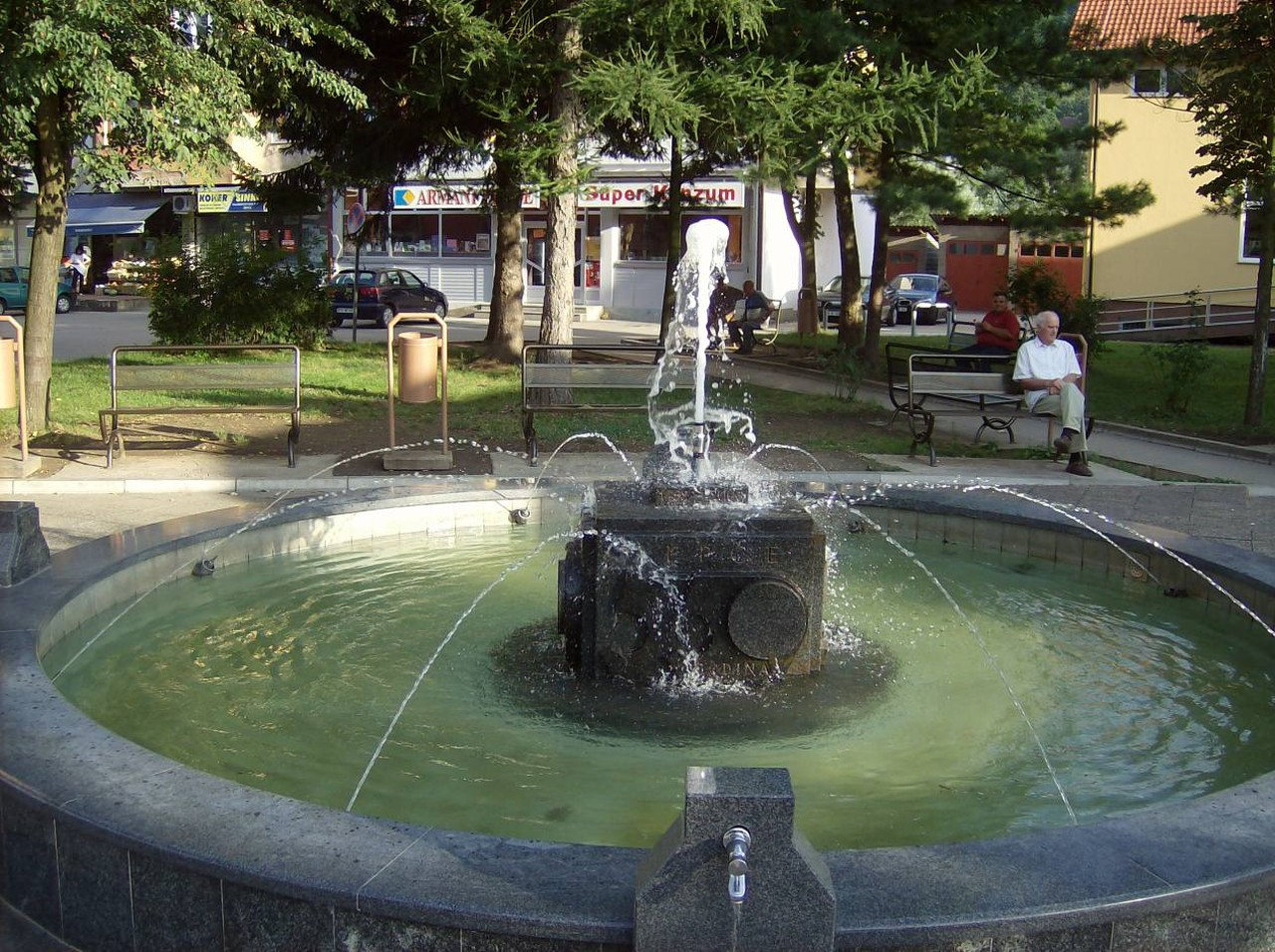
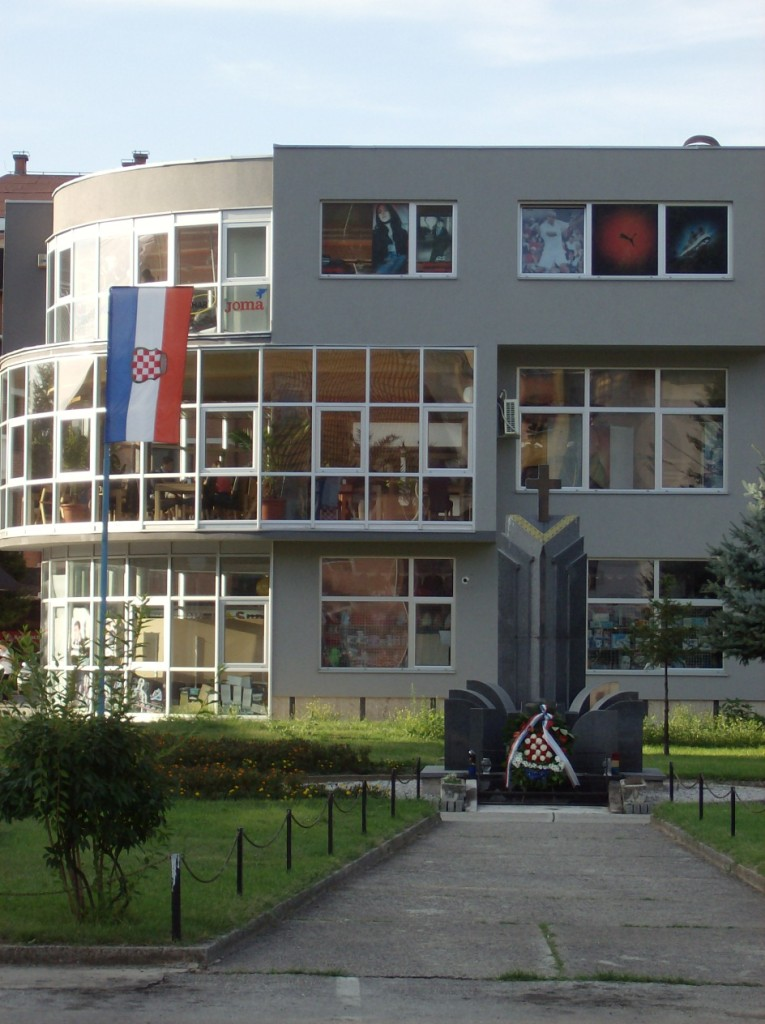
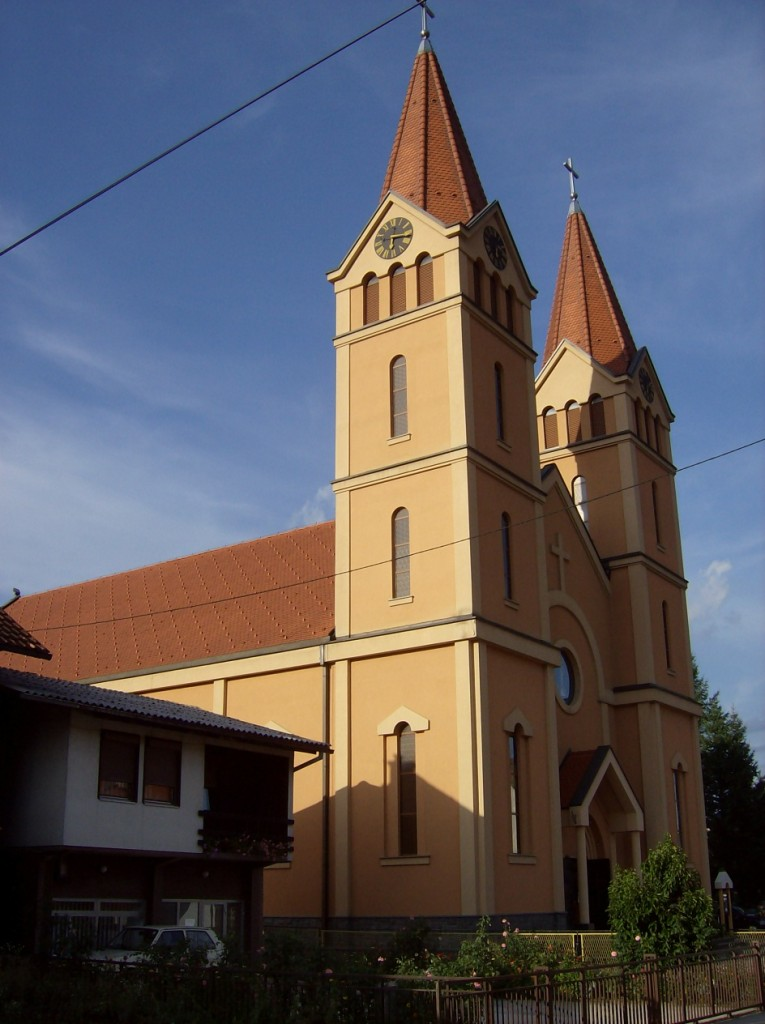
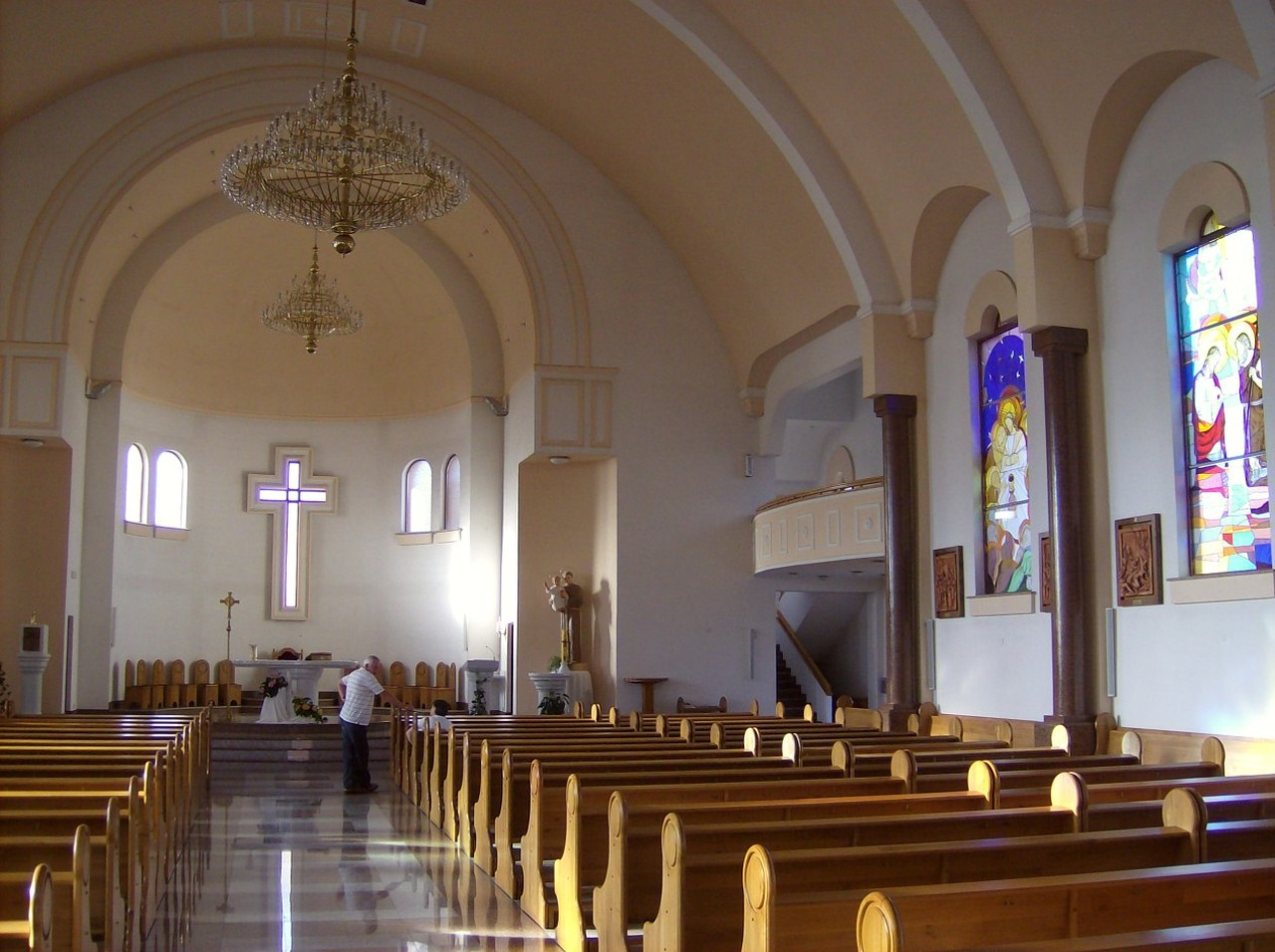